# Inanda gaerdesi
Inanda gaerdesi är en skalbaggsart som beskrevs av Schein 1956. Inanda gaerdesi ingår i släktet Inanda och familjen Melolonthidae. Inga underarter finns listade i Catalogue of Life.